# كلود هدسون
كلود هدسون (بالإنجليزية: Claude Hudson)‏ هو كيميائي أمريكي، ولد في 26 يناير 1881 في أتلانتا في الولايات المتحدة، وتوفي في 27 ديسمبر 1952.